# Гельсінгланд (ландскап)
Гельсінгланд (швед. Hälsingland) — історична провінція у центральній частині Швеції, розташована в Норрланді. Титул герцогині Гельсінгланд належить шведській принцесі Мадлен. Населення Гельсінгланду — 129 221 осіб (статистика за 2011 р.). Щільність заселення території людьми  -— усього 9,06 чоловік/км². ЦЄЧ — UTC+1 (Літній час — UTC+2).

## Географія
Ця південна провінція межує з Єстрікландом, а із заходу — з Даларною та Гер'єдаленом, з півночі — з Медельпадом. Її площа становить 14 264 км ².
Велика частина Гельсінгланду є горбистою, із середньою висотою місцевини у 100 м над рівнем моря. Найвища точка у Гельсінгланді — 671 м над рівнем моря (Гарпкьолен). Височини поступово знижуються на південний схід, однак і на схід від Юснанської долини є райони з сильно пересіченою місцевістю. На північному сході провінції знаходяться Делленські озера, виникнення яких пов'язують із падінням метеориту.

## Поділ
Традиційні провінції Швеції не виконують жодних адміністративних чи політичних цілей, але є історичними та культурними утвореннями. Ландскап (провінція) Гельсінгланд становить північну частину шведських земель (адміністративний округ Євлеборгу). Невеликі частини провінції знаходяться в окрузі Ємтланду і в окрузі Вестернорланду. Наступні комуни мають відношеня до Гельсінгланду:
- Больнес
- Гудіксваль
- Юсдаль
- Норданстіг
- Уванокер
- Седергамн

## Історія
- До XIV століття Гельсінгланд був загальною назвою для північних прибережних районів Швеції. Оскільки дана територія була заселена шведами. Після XVI століття — відбувається адміністративний поділ Гельсінгланду.

- Від 1772 р. Гельсінгланд із різних шведських провінцій утворює номінальний титул шведських принців і принцес.

- Ця традиційна провінція (ландскап) не служить жодній адміністративній чи політичній меті, але є історичною і культурною частиною Швеції. Гельсінгланд являє собою частину адміністративної округи, що вміщує в собі: на півночі — лен Євлеборґ, і малу частину провінції лену Ємтланд та лену Вестерноррланд.

## Походження назви
- Назва ланскапу Гельсінгланд уперше згадує Адам Бременський в кінці X ст., як швед. Halsingland. Гельсінгланд був інтерпретований як поєднання слів «шия» і «жителі уздовж стежки»[2]. Однак, це не має нічого спільного з частиною тіла. Але як вузька частина води, тобто вузький потік або вузька ділянка землі. Найбільш поширена думка, що це «шия» (гирло) у Ботнічній затоці і люди, які мешкали на берегах, з обох сторін затоки.

- Сноррі Стурлусон розповідає у XII ст. про Гельсінгланд також у давньоскандинавських сагах «Коло Земне», про країну, яка простягалася до берегів із назвою 'Гельсінгланд швед. Helsingjaland[3].

- Гельсінгланд є унікальний в Швеції, оскільки назву використовували і як лайку, евфемізм стосовно пекла раніше 1690-х років[4].

## Пам'ятки
Починаючи з Середніх віків для цієї області характерні строкаті прикраси дерев'яних жител селян. Сім найбільш примітних селянських маєтків XIX століття, відібраних ЮНЕСКО для включення до реєстру Всесвітньої спадщини, виділяються своєрідним внутрішнім й зовнішнім декором у стилі сільського бароко з численними фольклорними додаваннями. Усього в цьому ландскапі — 150 000 старовинних пам'яток.

## Економіка
Гельсінгланд відомий чудовою фермою, сільським господарством.

## Спорт
Гельсінгланд відомий хокеєм з м'ячем та футболом.

## Геральдика
Герб був наданий в 1560 році в епоху короля Густава Вази. На той час Гельсінгланд був відомий своїм великомасштабним розведенням козлів, тому зображався стоячий козел, звернений праворуч. Це в поєднанні з гербом Гестрікланду утворило герб для округи Євлеборг.

## Символи ландскапу
- Рослина: льон
- Тварина: рись
- Птах: сова
- Риба: в'язь

## Галерея

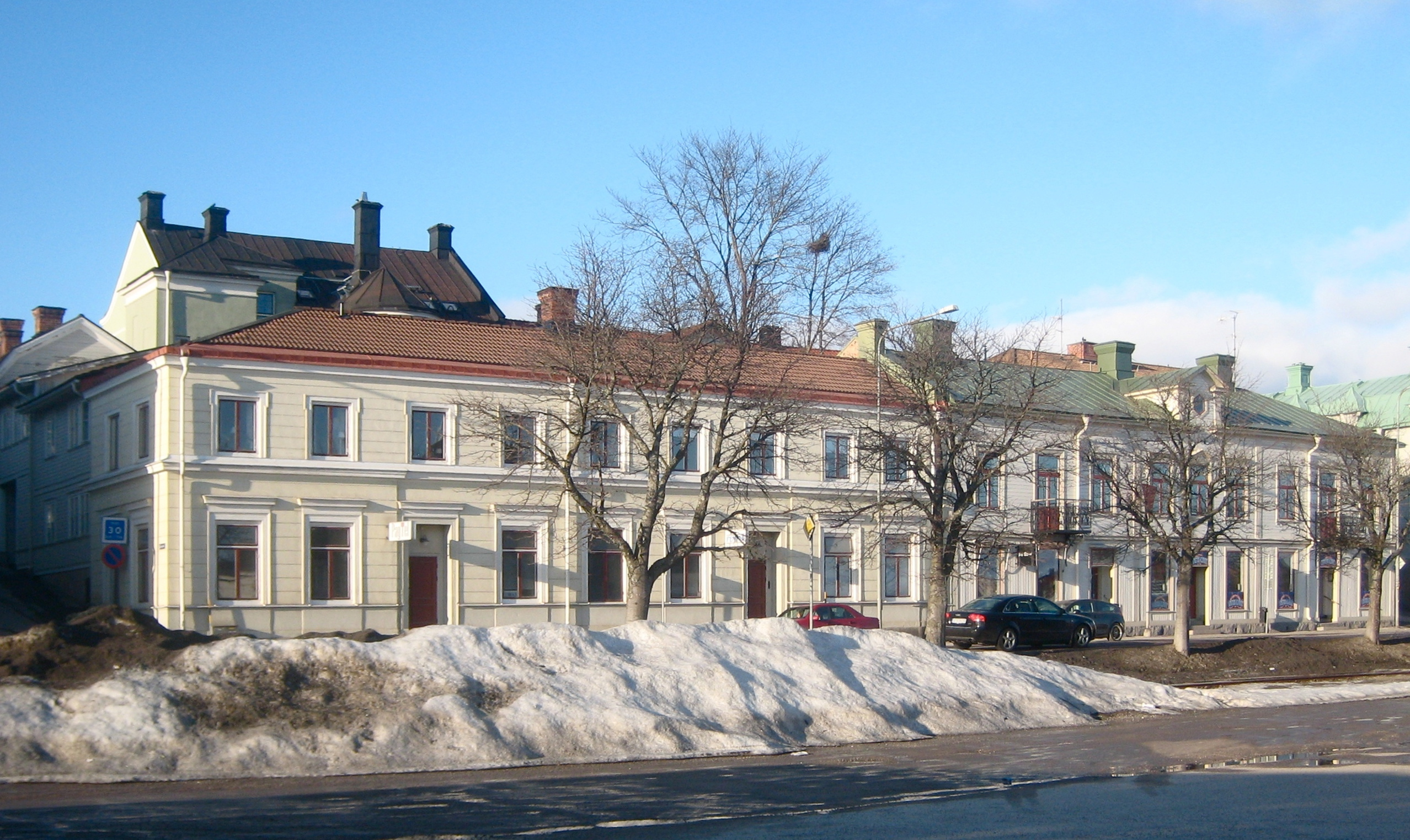
Старовинний дім e Гудіксваллі (Гельсінгланд)
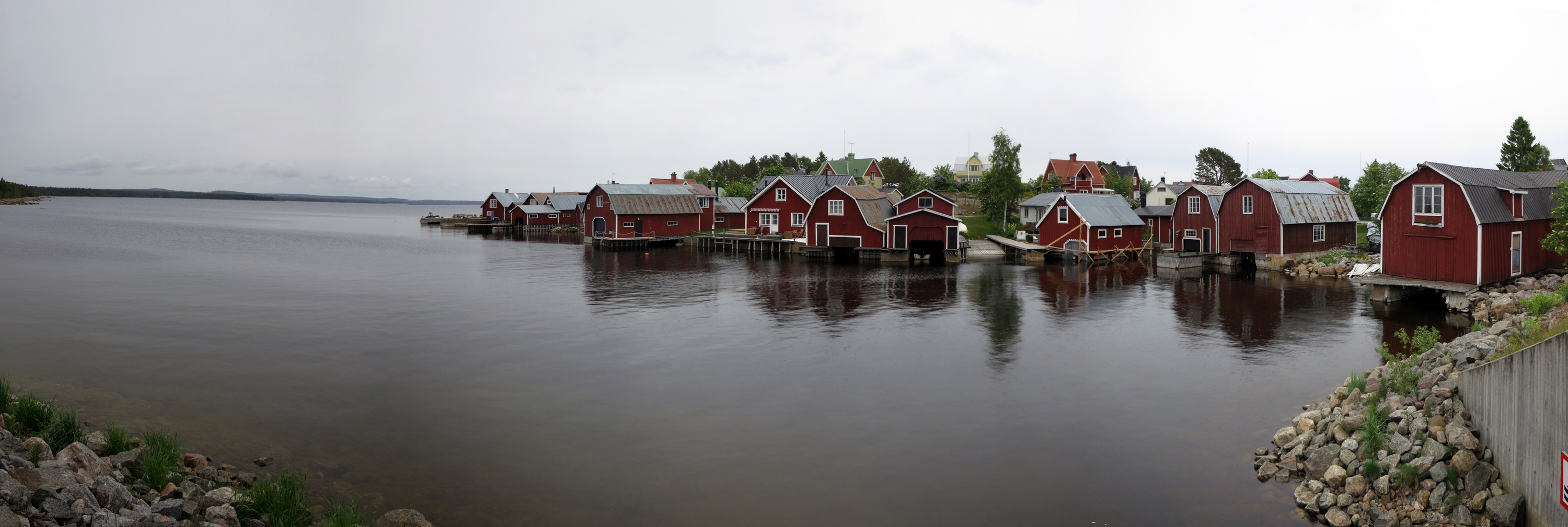
Узбережжя Гельсінгланду (на остріві Реннскер)
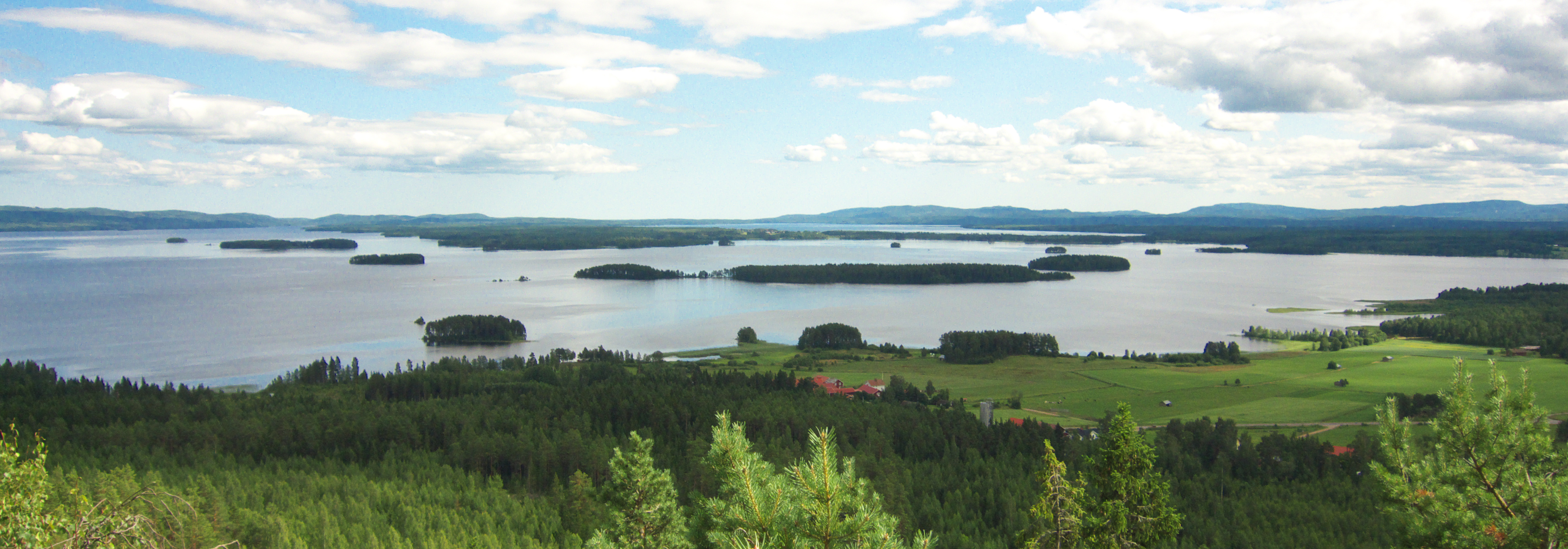
Вид на Північний Деллен (Гельсінгланд)
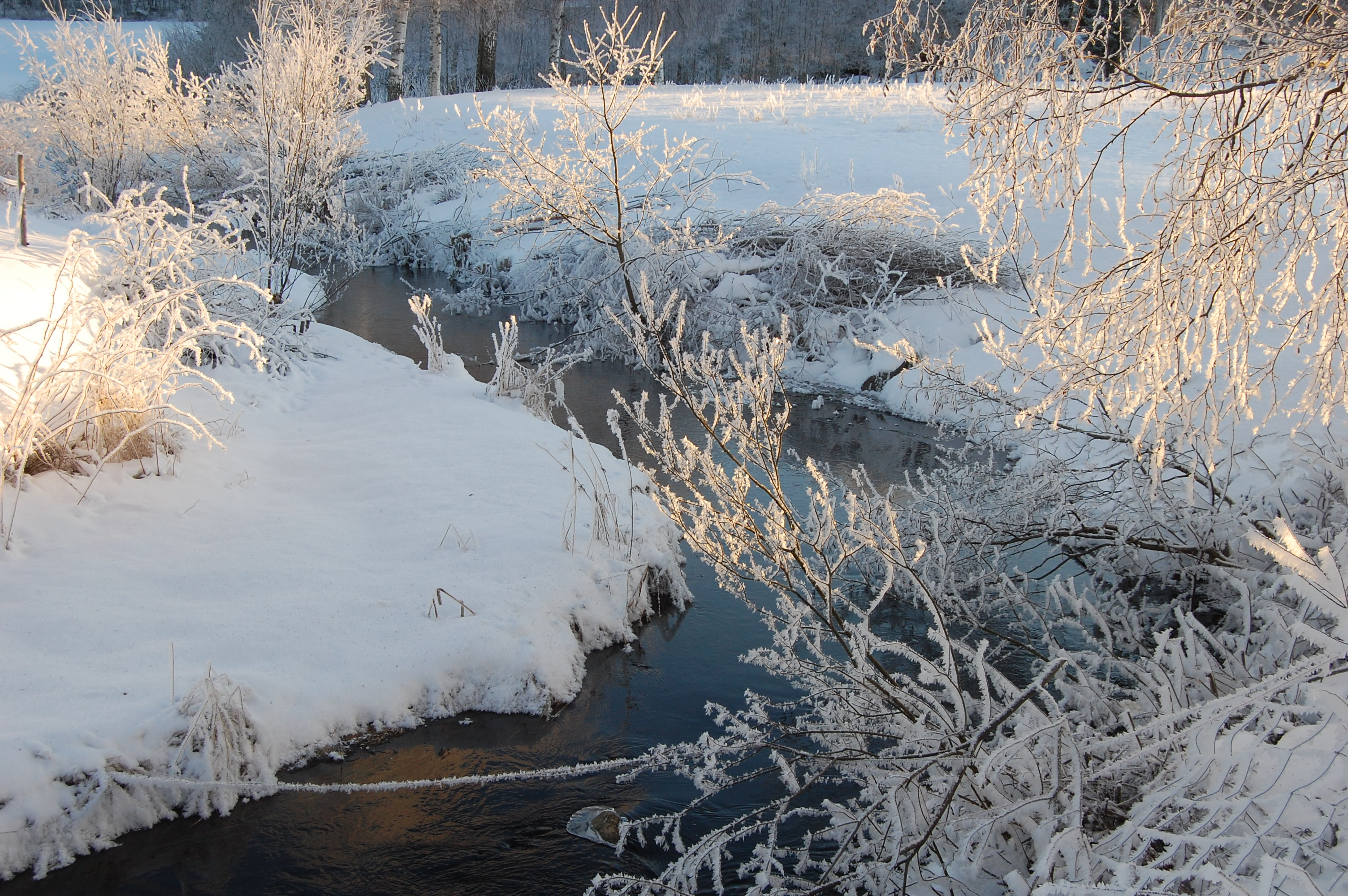
Зима у Гельсінгланді
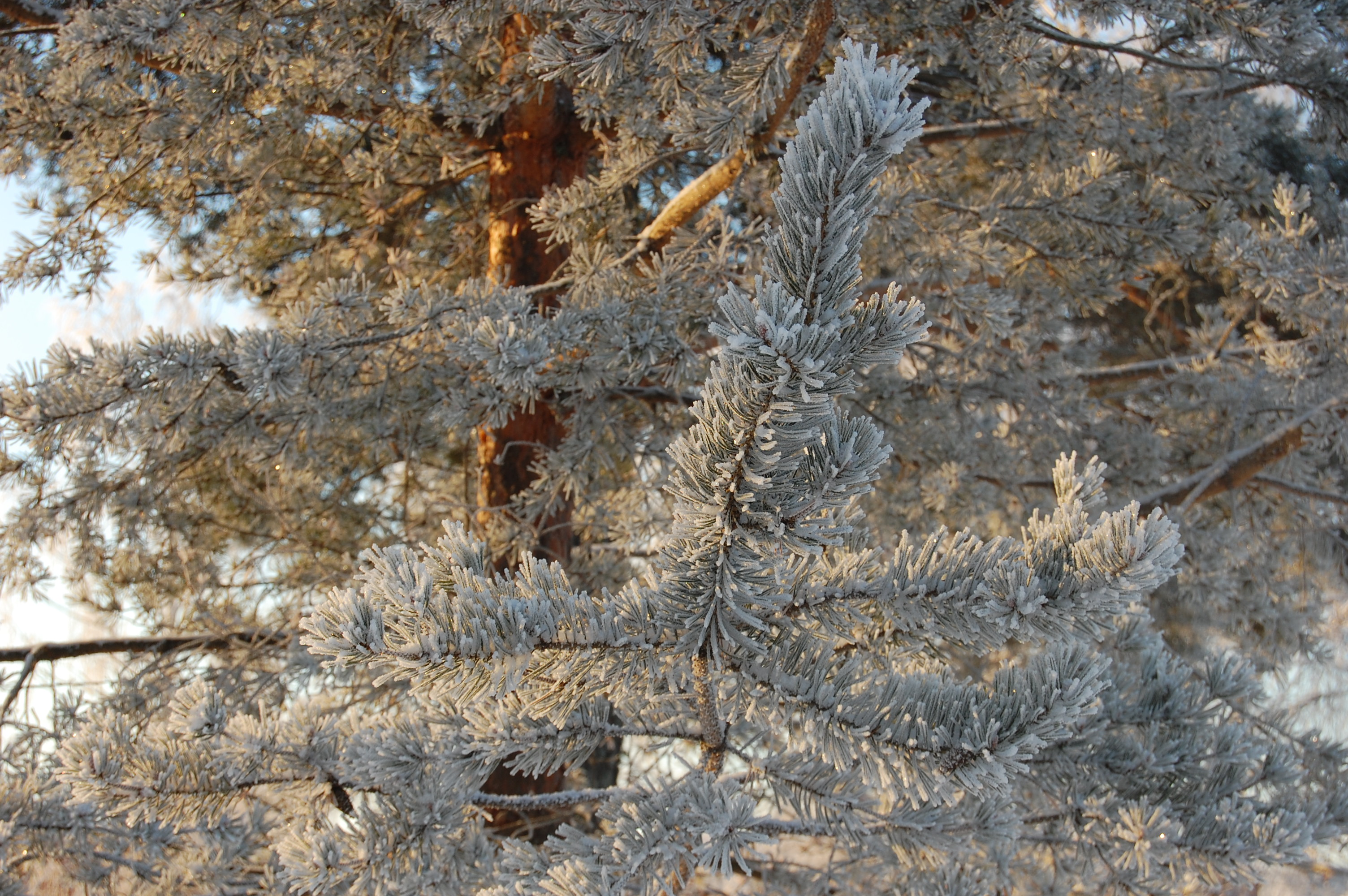
Зима у Гельсінгланді
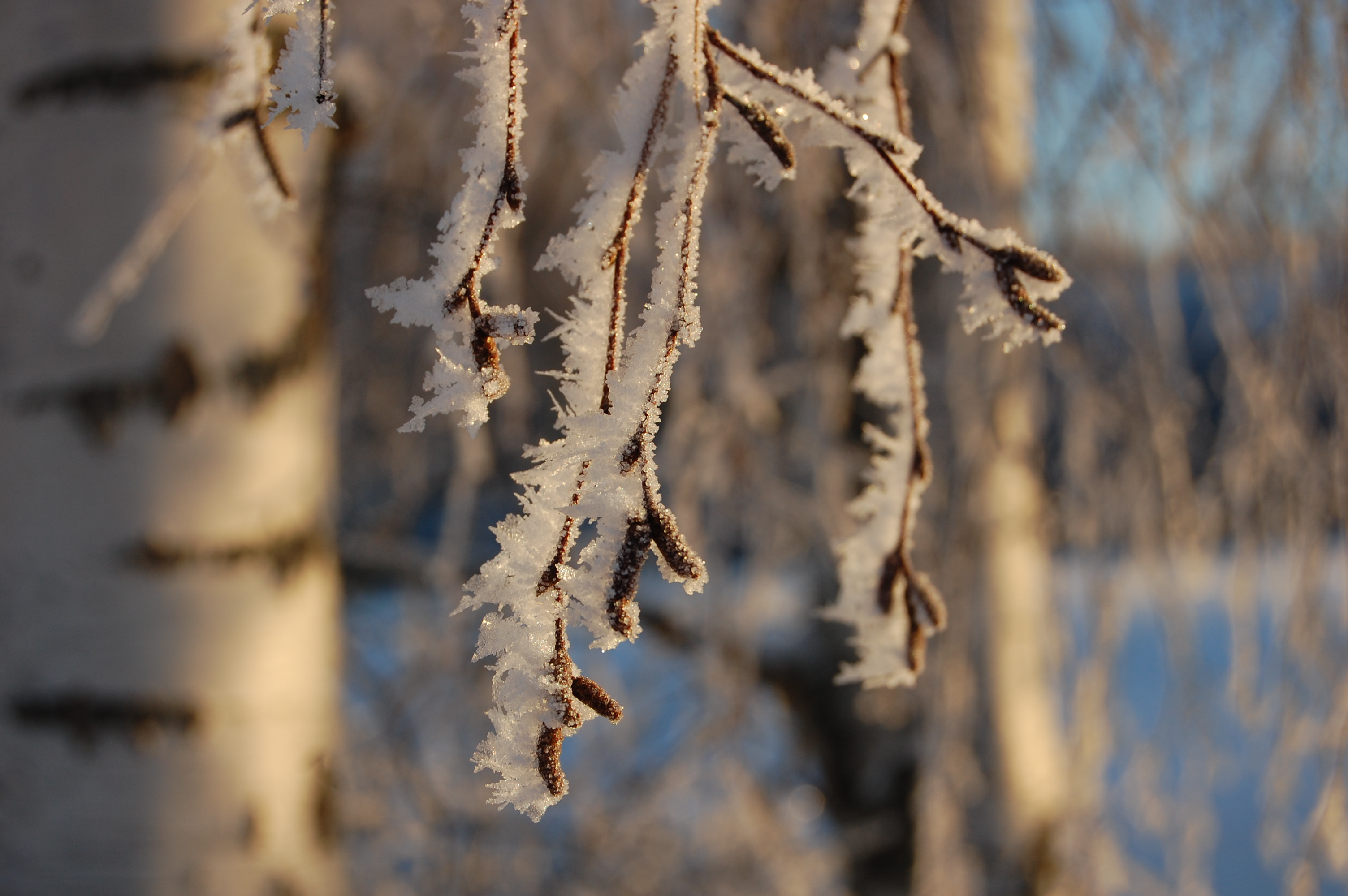
Зима у Гельсінгланді